# Odette Giuffrida
Odette Giuffrida (Roma, 12 de outubro de 1994) é uma judoca italiana da categoria até 52 quilos.

## Carreira
Nos Jogos Olímpicos de 2016, obteve a prata quando perdeu na luta final pela kosovar Majlinda Kelmendi. Ficou em terceiro lugar em Tóquio 2020 depois de vencer a húngara Réka Pupp por ippon.
Em 2023, conquistou sua primeira medalha em mundiais a derrotar Distria Krasniqi por waza-ari no golden score da disputa do bronze em Doha. Em 2024, foi campeã mundial em Abu Dhabi, ganhando da usbeque Diyora Keldiyorova por waza-ari na final.